# Cojeul
Der Cojeul ist ein Fluss im tiefen Nordwesten von Frankreich, der im Département Pas-de-Calais der Region Hauts-de-France südöstlich der Stadt Arras verläuft.

## Geografie

### Verlauf
Der Cojeul entspringt unter dem Namen Fossé Magramère an der Gemeindegrenze von Douchy-lès-Ayette und Bucquoy, entwässert generell Richtung Nordosten durch die Landschaft des Artois und mündet nach rund 25 Kilometern im Gemeindegebiet von Éterpigny als linker Nebenfluss in die Sensée, knapp bevor diese die Autobahn A 26 quert. Auf seinem Weg quert der Cojeul die Bahnstrecke Paris–Lille, die LGV Nord und die Autobahn A 1.

### Durchquerte Gemeinden
(Reihenfolge in Fließrichtung)
- Bucquoy
- Douchy-lès-Ayette
- Boiry-Sainte-Rictrude
- Boiry-Saint-Martin
- Boisleux-au-Mont
- Boisleux-Saint-Marc
- Boiry-Becquerelle
- Hénin-sur-Cojeul
- Saint-Martin-sur-Cojeul
- Héninel
- Wancourt
- Guémappe
- Monchy-le-Preux
- Vis-en-Artois
- Boiry-Notre-Dame
- Rémy
- Éterpigny